# Betzinger Tracht

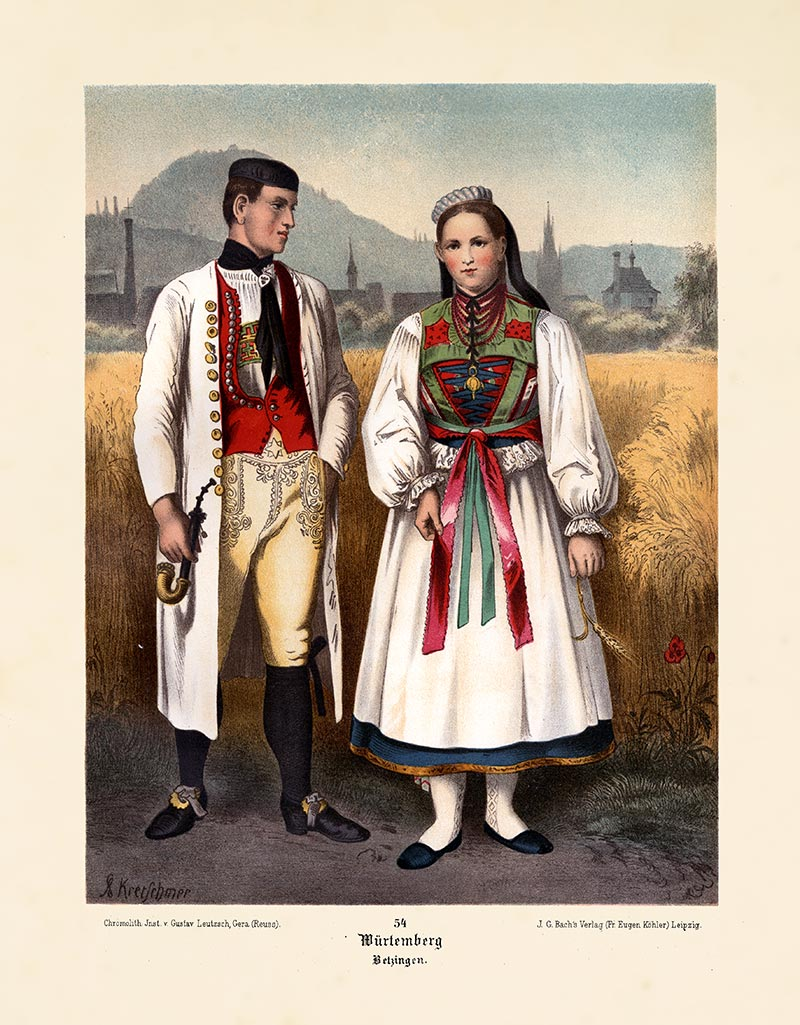
Trachtenpaar gezeichnet von Albert Kretschmer (1825–1891)

Die Betzinger Tracht ist eine in Betzingen, heute ein Stadtteil von Reutlingen, getragene Tracht. Durch ihre Bekanntheit wird sie über Betzingen hinaus mit Schwaben assoziiert.

## Bestandteile der Frauentracht
Frauen tragen einen Rock, eine Schürze, eine Bluse mit Puffärmeln, ein Mieder, ein Goller und eine Kopfbedeckung. Tendenziell werden die Farbtöne der Tracht dunkler, je älter die Trägerin ist.

### Rock
Unverheiratete Frauen (und Mädchen) tragen den sogenannten Schnurrock: einen blauen Faltenrock, mit goldener Borte am Saum.

### Schürze
Die Schürze ist in elf Falten gebügelt, mit Bändern oder Spitze verziert und wird mit Bändern gebunden. Sie ist weiß, schwarz – je nach Familienstand oder Anlass – im Alltag auch farbig oder gemustert. Über die Schürze hinab hängen rote oder grüne Seidenbänder, die Schurzbändel.

### Mieder
An den Rock ist ein rotes Schnürmieder befestigt. Es hat eine silberne Borte und ist mit grünen Seidenbändern eingefasst. Geschlossen wird das Mieder mit einer farblich zum Anlass passenden Schnürung, die Breisnestel genannt wird.

### Goller und Brustblätz
Das Goller aus dunkelrotem, schwarzem oder grün-schwarzem seidenem, besticktem Gewebe liegt über dem Dekolleté, den Schultern und dem Rücken. Gefüttert ist es mit Leinen und wird über dem Mieder getragen.
Weitere Teile der Brust werden mit dem Brustblätz, einem verzierten Stück Samt, gehalten von Breisnestel und Goller, verdeckt. Durch die Variationen an Farben, Stoffen und Stickerei ist es das individuellste Stück der Frauentracht. Werktags wurden andere Farben getragen als bspw. zur Konfirmation oder dem Abendmahl.

### Kopfbedeckungen
Heute wird entweder das lila Deckelkäppchen, oder zur Hochzeit ein Brautkrone, genannt Schappel oder Kränzchen getragen; die Florhaube hingegen nicht mehr. Vom Deckelkäppchen seitlich abgehende schwarze Seidenbänder wurden in die Haare der Trägerin geflochten.

### Verzierungen und Schmuck
Die Tracht ist mit Moirébändern, die Picot-Zacken haben, verziert. Als Schmuck tragen Frauen den Nuster, oder eine „vergoldete Münze mit eingearbeiteten Ösen, an welchen Schmucksteine befestigt werden können“, genannt Geldle.

#### Nuster
Der Nuster besteht aus 16 Ketten aus dunkelroten Glas- oder Granatperlen, „die in sechzehn größer werdenden Bögen auf der Brust aufliegen.“ Die Kettenende sind an einem Stück Samt befestigt, dass sich mit Haken und Öse öffnen bzw. verschließen lässt. Der Nuster wird seit Anfang des 20. Jahrhunderts getragen.

## Bestandteile der Männertracht
Männer tragen eine Hose, ein Hemd, eine Weste, eine Kappe und optional einen Kittel.

### Hose
Im 19. Jahrhundert verdrängte die heute übliche weiße Leinenhose die Hirschlederhose. Bis zum Beginn des 20. Jahrhunderts wurde teilweise eine Hose aus Cord getragen. Die Leinenhose „wurde nach dem Vorbild französischer Soldatenhosen gefertigt.“ Sie wird von bestickten Hosenträgern gehalten. Männer auf Brautschau lassen ein rotes Taschentuch aus der Hosentasche hängen.

### Hemd
Das weiße Baumwoll- oder Leinenhemd mit „langen, voluminösen Ärmeln, die sich am Handgelenk eng verjüngen“ besitzt einen Stehkragen. Es wird mit einer silbernen Hemdnadel (Fibel) geschlossen. Ein kleiner Anhänger bringt den Beruf des Trägers zum Ausdruck. „Ein kleiner Pflugscharanhänger verwies beispielsweise auf einen Ochsenbauer.“ Zum Hemd wird ein schwarzes Halstuch getragen.

### Weste
Unverheiratete Männer (und Jungen) tragen eine rote Stoffweste, verheiratete eine schwarze Samtweste – beide jeweils mit 12 silbernen Knöpfen.

### Kappe
Als Kopfbedeckung dient die kreisrunde Schmerkappe aus schwarzem Leder, die mit einem Gummiband am Kopf gehalten wird.

### Kittel
Optional tragen Männer einen knielangen, kragenlosen weißen Leinenkittel mit 12 Messingknöpfen. Für den Winter gibt es einen gefütterten Dicken Kittel mit 16 Knöpfen.

### Variationen
Für die Kirchentracht wird eine Lederhose, ein blaues Obergewand, ein rotes oder schwarzes Brusttuch und ein Dreispitz getragen.

## Geschichte, Bewertung und Rezeption
Ende des 18. Jahrhunderts lud Herzog Carl Eugen Landleute in ihrer Sonntagskleidung als Statisten zu Hoffesten ein. 1789 erfolgte im staatlich initiierten Werk Wirtembergischen Nationaltrachten eine Erfassung der Trachten in Altwürttemberg. Ab 1803, als das Königreich um Neuwürttemberg wuchs, rückten auch deren Trachten, teils zur Integration der neuen Gebiete, in den Fokus. Um 1830 veröffentlichte der Verlag Ebner verschiedene Trachtengrafiken, darunter eine Betzingerin in Tracht. Auf Festen wie dem Cannstatter Volksfest seit 1818 oder politischen Anlässen wie dem Stuttgarter Zwei-Kaiser-Treffen 1857, waren Menschen in Tracht, ein Symbol für die konstitutionellen Monarchie, in der das Volk „seine Herrschaft an den König delegiert“. Die Betzinger in Tracht waren bei diesen Anlässen prominent vertreten.
Die Mitglieder der 1837 gegründete Betzinger Sängerschaft, einem Männergesangsverein, zogen zu ihren Auftritten „ihre Sonntags- oder Festtagskleidung an und das war das, was man heute als >Betzinger Tracht< bezeichnet“. Seit 1841 wurden Betzinger eingeladen auf Trachtenumzügen ihre Tracht zu präsentieren. 1876 konnten sie für die Teilnahme an Umzügen einen Verdienstausfall einfordern. 1877 holte Wilhelm II. von Württemberg (1848–1921) für sein erstes Kind die Amme Christine Görlach aus Betzingen an den Hof; später auch ihr Kind und ihre Schwestern. Sie gehörten zum königlichen Personal und mussten stets Tracht tragen. „Seither steht die bunte Betzinger Tracht stellvertretend als Tracht der Schwaben.“ Oder wie Carmen Anton für das landeskundliche Online-Informationssystem für Baden-Württemberg, schreibt „Was die Gutacher Tracht für den Schwarzwald ist, ist die Barocktracht des seit 1907 Reutlingen zugehörigen Betzingen für Schwaben. Sie wird stellvertretend mit der Region assoziiert und zeichnet sich durch ihre auffällig farbenfrohe Gestaltung aus.“
Auch wenn sich Betzingen gegen Ende des 19. Jahrhunderts zu einer Arbeitersiedlung wandelte, und die Tracht weniger im Alltag getragen wurde, wurde gerne die traditionelle Dorftracht zur Schau gestellt. Die Betzinger konnten mit der Zurschaustellung eines Bauernidylls Geld verdienen. „Mit der Anbindung an das Schienennetz etablierte sich neben einem regelrechten Trachten-Tourismus auch eine Betzinger Malschule, die sich ganz dem Portrait der bunten Gewänder und eines idealisierten bäuerlichen Idylls widmete.“

### Die Tracht in der Kunst des 19. Jahrhunderts
Im 19. Jahrhundert entwickelte sich die Betzinger Künstlerkolonie, für deren Künstler die Betzinger Tracht ein beliebtes Motiv war.

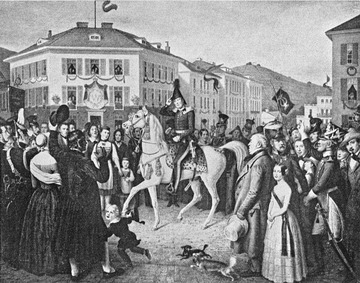
Franz Seraph Stirnbrand: Betzinger Tracht in einem Historiengemälde von 1841
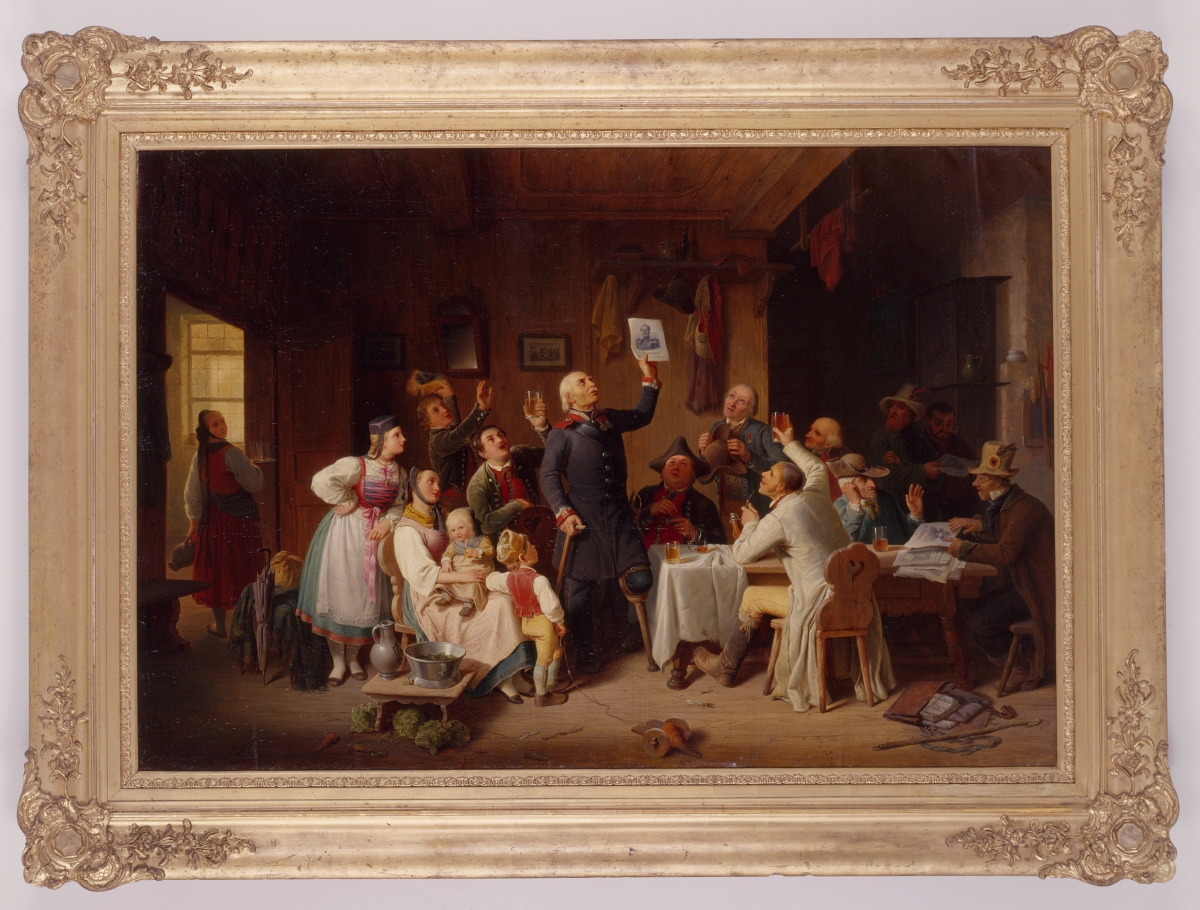
Heinrich von Rustige: Wirtshausszene von 1849
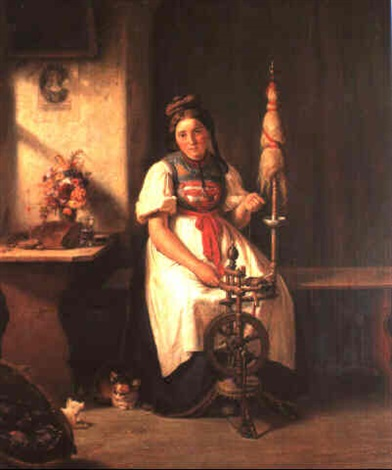
Caspar Kaltenmoser (1851): Württembergerin am Spinnrad
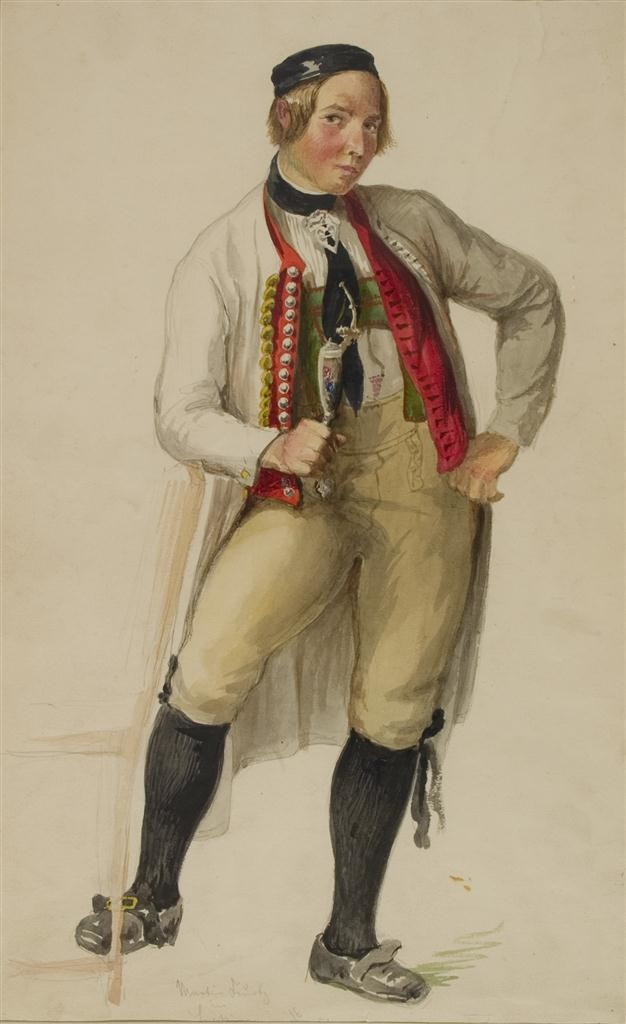
Robert Heck (1854): der Bauer Martin Kurtz
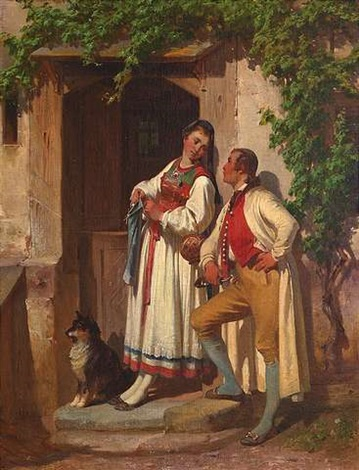
Jakob Grünenwald (~1861): Trachtenpaar
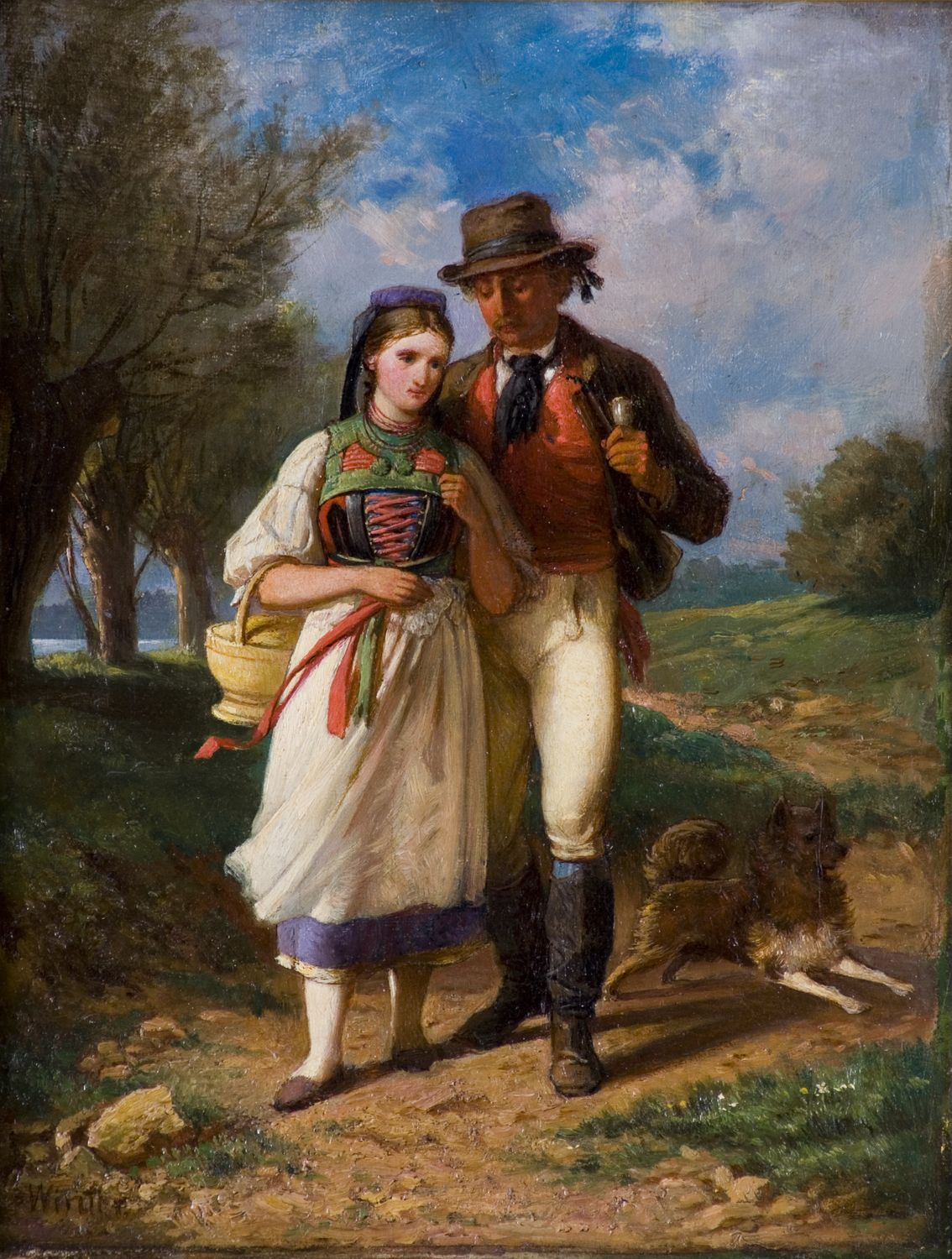
Heinrich Winter (1962): Ländliches Paar
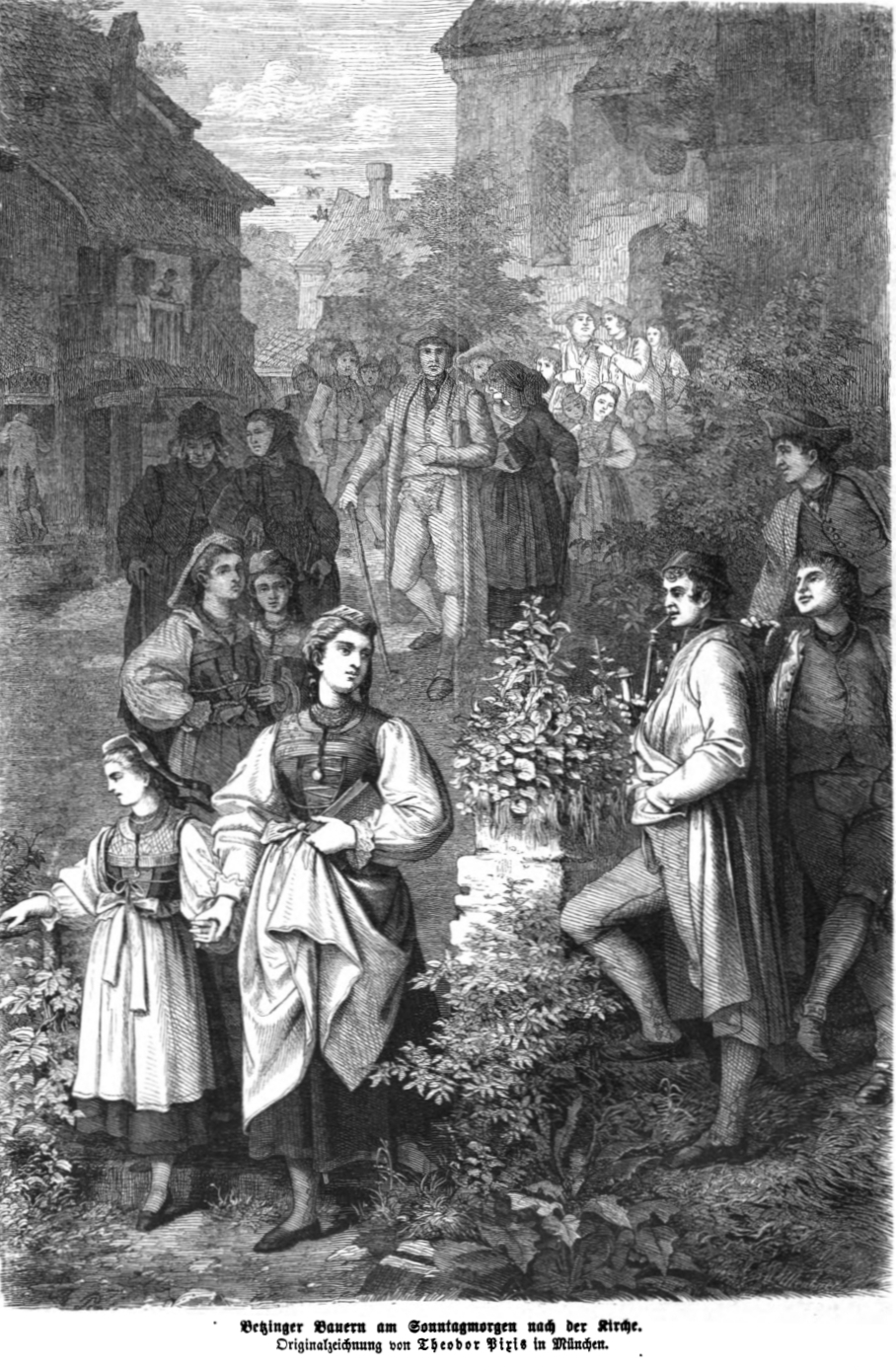
Theodor Pixis (1864): Gruppe in Tracht
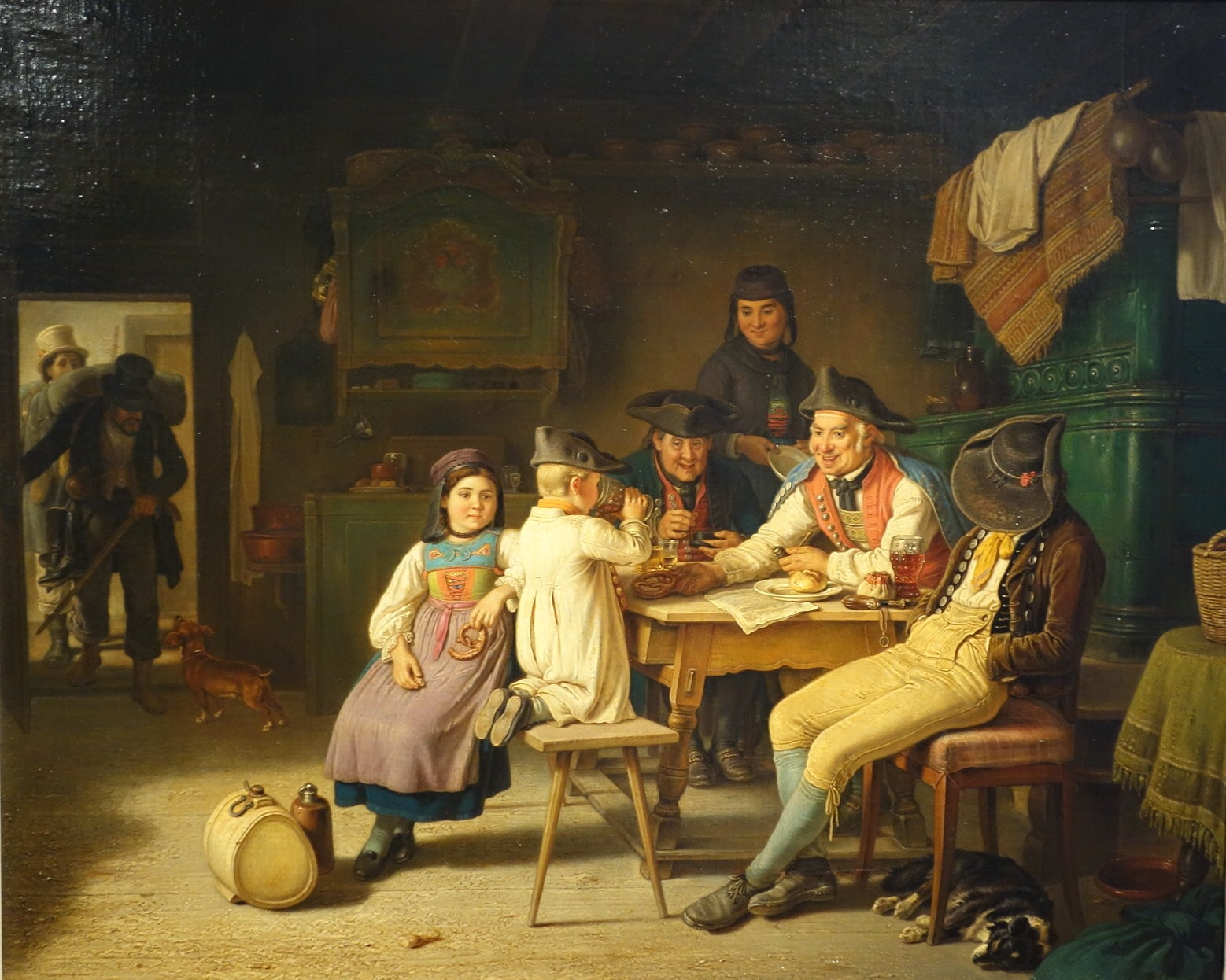
Caspar Kaltenmoser (1865): Wirtshausszene
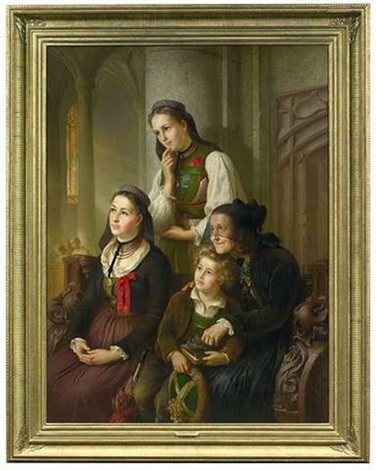
Robert Heck (1867): in einer Kirche
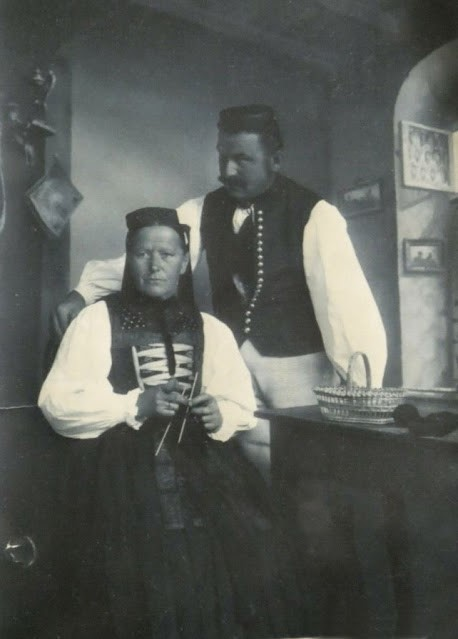
Paul Sinner (~1900): Trachtenpaar

### Die Tracht nach 1900
Als 1909 Frauen im Gesangsverein zugelassen wurden, trugen diese, nicht nur im Alltag, sondern auch bei Auftritten Tracht. In der Zeit des Dritten Reiches wurden die Betzinger Vereine gleichgeschaltet. Lieder-, Trachten- und Tanzgruppe wurden von den Nationalsozialisten vereinnahmt, bspw. beim Weltkongress fur Freizeit und Erholung 1936 in Hamburg.
Ein undatierte Schwarzweißfilm zeigt Frauen in Tracht beim Gang zur Kirche.
Farbfilmaufnahmen aus den Jahren 1965, 1972 und 1974 zeigen Hochzeitsgesellschaften in Tracht. Eine Frau in Tracht war auf den Plakaten für die Landesgartenschau 1984 in Reutlingen abgebildet. Heute wird die Tracht beispielsweise auf den Heimattagen 2009 in Reutlingen, 2014 auf dem Trachten- und Schützenzug des Münchner Oktoberfests, 2018 auf dem Volksfestumzug des Cannstatter Wasens oder dem Uracher Schäferlauf präsentiert.